# Hans Eduard von Berlepsch-Valendas
Hans Karl Eduard von Berlepsch-Valendas (* 31. Dezember 1849 in St. Gallen (Schweiz); † 17. August 1921 in München) war ein Schweizer Architekt und Maler. Er verwandte ab 1902 den Beinamen Valendas.

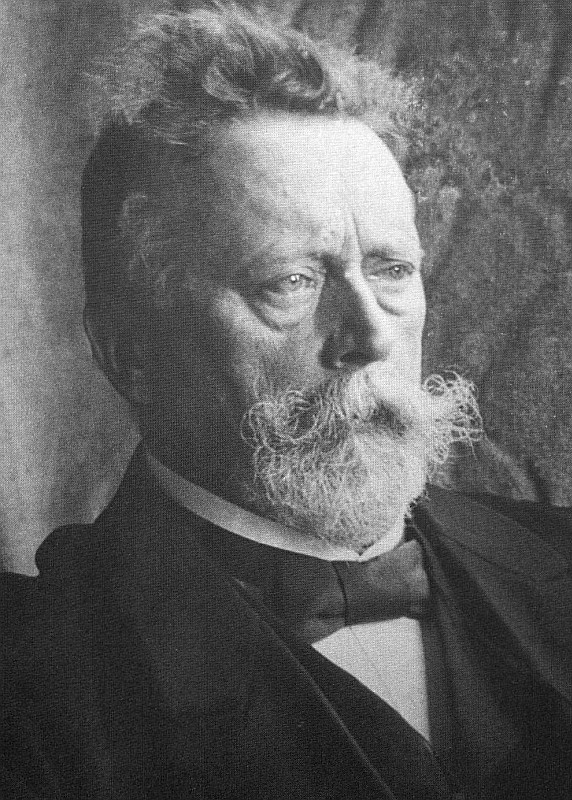
Hans Eduard von Berlepsch (um 1910)

## Herkunft
Seine Eltern waren Hermann Alexander von Berlepsch (1814–1883) und dessen Ehefrau Teresia Antonia Mayr. Sein Vater war Buchhändler, Verleger und engagierten Liberaler. Nach der Niederschlagung der  Revolution 1848 emigrierte sein Vater von Erfurt in die Schweiz. Seine Schwester Maria Goswina (1845–1916) wurde Schriftstellerin.

## Leben

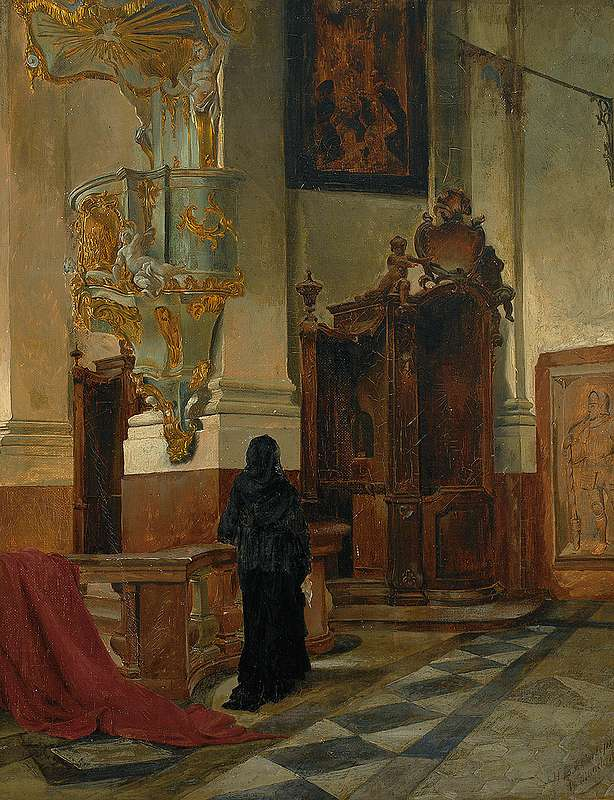
Hans Eduard von Berlepsch: Blick in eine barocke Kirche

1868 bis 1871 war von Berlepsch in Zürich Schüler u. a. von Gottfried Semper; in Frankfurt a. M. und an der Akademie der Bildenden Künste München bildete er sich als Maler aus. Nach einer kurzen Tätigkeit als Schlachtenmaler in Bulgarien (1879) arbeitete er als Architekt, Innenarchitekt und kunstgewerblicher Entwerfer im Münchner Jugendstil (Villa Tobler in Zürich, Villa Berlepsch in Planegg bei München). Stark beeinflusst von der englischen Gartenstadtbewegung, zu deren wichtigsten Vertretern (u. a. Charles Rennie Mackintosh, Raymond Unwin, Charles Robert Ashbee) er Kontakte pflegte, legte er sozialreformerisch engagierte Entwürfe für Siedlungen und Arbeiterwohnhäusern vor (Entwurf für die Gartenstadt München-Perlach, 1910). Auf seinem Landsitz in Planegg gründete und leitete er eine „Schule für Malerei und Dekorative Kunst“.

## Schüler
- Änne Koken, in München drei Jahre Schülerin von von Berlepsch-Valendas[2]
- Maria La Roche, in München ein Jahr Schülerin von 1906 bis 1907[3]

## Schriften
- Bauernhaus und Arbeiterwohnung in England. Eine Reisestudie. Stuttgart 1907.
- Die Garten-Stadt München-Perlach. München 1910.
- Die Gartenstadtbewegung in England, ihre Entwickelung und ihr jetziger Stand. R. Oldenbourg, München 1912. (online im Internet Archive)
- Motive der deutschen Architektur des XVI., XVII. und XVIII. Jahrhunderts in historischer Anordnung. Engelhorn, Stuttgart 1890–1893 (Digitalisat)
  - Band	1: Früh- und Hochrenaissance, 1500–1650 (Digitalisat)
  - Band 2: Barock und Rokoko, 1650–1800 (Digitalisat)